# Phanoperla simplex
Phanoperla simplex és una espècie d'insecte plecòpter pertanyent a la família dels pèrlids que es troba a Malàisia, el Vietnam i Tailàndia.